# Гем (биохимия)

Структурная формула гема B.

Гемы (от др.-греч. ἁίμα — «кровь») — комплексные соединения порфиринов с двухвалентным железом, несущие один или два аксиальных лиганда. Гемы выступают в роли простетических групп (небелковых частей) белков — гемопротеинов (гемоглобинов, миоглобина, цитохромов и др.). Гемы являются одной из разновидностей коферментов (Кофакторы ферментов).

## Общее описание
Гем — общее название для ряда сходных веществ.
Наиболее распространённым гемом является гем B — железо-хелатированный комплекс протопорфирина IX, входящий в состав гемоглобинов, миоглобинов и цитохромов.
Известен ряд различных гемов, отличающихся заместителями порфиринового ядра:
|                     |                | Гем A                                                        | Гем B                                                   | Гем C                                                       | Гем O                                                    |
| № PubChem           | № PubChem      | 7888115 Архивная копия от 20 февраля 2015 на Wayback Machine | 444098 Архивная копия от 5 июля 2013 на Wayback Machine | 444125 Архивная копия от 13 декабря 2013 на Wayback Machine | 6323367 Архивная копия от 13 мая 2013 на Wayback Machine |
| Брутто-формула      | Брутто-формула | C49H56O6N4Fe                                                 | C34H32O4N4Fe                                            | C34H36O4N4S2Fe                                              | C49H58O5N4Fe                                             |
| Заместитель при C3  |                | —CH(OH)CH2Far                                                | —CH=CH2                                                 | —CH(цистеин-S-ил)CH3                                        | —CH(OH)CH2Far                                            |
| Заместитель при C8  | —CH=CH2        | —CH=CH2                                                      | —CH(цистеин-S-ил)CH3                                    | —CH=CH2                                                     |                                                          |
| Заместитель при C18 | —CH=O          | —CH3                                                         | —CH3                                                    | —CH3                                                        |                                                          |

Позвоночные синтезируют гем из более простых азотистых соединений (глицина и сукцината) и из резервного железобелкового комплекса — ферритина, находящегося в селезёнке, печени, костном мозге. Гем, выделенный из крови различных позвоночных животных, имеет одинаковую химическую структуру.
Свободный гем легко окисляется на воздухе до гематина, в котором атом железа трёхвалентен. Многолетние исследования структуры гема завершились синтезом гемина — солянокислого гематина (Х. Фишер, 1929).
Гем является промежуточным продуктом метаболизма гемоглобина в вызывающих малярию плазмодиях (род Plasmodium), где он превращается в гематин. Для плазмодиев гем токсичен.